# 지렁이 (영화)
"지렁이"는 2015년에 개봉한 대한민국의 영화이다.

## 캐스팅
- 김정균 : 원술 역
- 오예설 : 자야 역
- 황도원 : 민경 역
- 이정제 : 이삿짐센터 역
- 김샛별 : 혜선 역
- 이철희 : 유정 역
- 박나예 : 보라 역
- 윤라영 : 순영 역
- 정의철 : 태성 역
- 김종원 : 휘람 역
- 김정윤 : 승우 역
- 양혜경 : 인미 역
- 이아윤 : 예천 역
- 김태린 : 유진 역
- 김삼한 : 김씨 역
- 송윤 : 형수 역
- 김지홍 : 편의점사장 역
- 윤순홍 : 남교장 역
- 김샛별 : 여담임 역
- 윤형민 : 남선생 1 역
- 손미희 : 여선생 1 역
- 김호연 : 여선생 2 역
- 김광식 : 형사 역
- 박나경 : 사회복지사 1 역
- 이현종 : 사회복지사 2 역
- 신철승 : 상인회장 역
- 이경화 : 속옷사장 역
- 배준수 : 구청단속직원 1 역
- 곽민규 : 구청단속직원 2 역
- 송은율 : 편의점알바 역
- 함헤영 : 윤 전도사 역
- 박윤신 : 앵커 역
- 최다미 : 6살 자야 역
- 고명안 : 운전자 역
- 백대기 : 불륜남 역
- 성민근 : 피아노 대역 역
- 김영서 : 도우미 1 역
- 유소영 : 도우미 2 역
- 최광희 : 도우미 3 역
- 우지연 : 헤어디자이너 역
- 설유빈 : 편의손님 1 역
- 김기한 : 편의손님 2 역
- 서주현 : 속옷가게직원 역
- 최옥환 : 오부리밴드 1 역
- 남기범 : 오부리밴드 2 역
- 김솔지 : 리포터 역
- 박지혜 : Cf소녀 역
- 박가연 : 성악 목소리 1 역
- 송다정 : 성악 목소리 2 역
- 이계인 (특별출연)
- 이한위 (특별출연)
- 이응경 (특별출연)
- 최철호 (특별출연)
- 정운택 (특별출연)
- 권영찬 (특별출연)
- 오솔미 (특별출연)
- 박노식 (특별출연)
- 김광식 (특별출연)
- 명승권 (특별출연)